# Togiak
Togiak is een plaats (city) in de Amerikaanse staat Alaska, en valt bestuurlijk gezien onder Dillingham Census Area.

## Demografie
Bij de volkstelling in 2000 werd het aantal inwoners vastgesteld op 809.
In 2006 is het aantal inwoners door het United States Census Bureau geschat op 816, een stijging van 7 (0.9%).

## Geografie
Volgens het United States Census Bureau beslaat de plaats een oppervlakte van
591,7 km², waarvan 117,1 km² land en 474,6 km² water.

## Plaatsen in de nabije omgeving
De onderstaande figuur toont nabijgelegen plaatsen in een straal van 88 km rond Togiak.